# Osmanischer Turbanhelm
Ein Osmanischer Turbanhelm ist ein spätmittelalterlicher Helmtyp aus dem Osmanischen Reich.

## Beschreibung
Ein Osmanischer Turbanhelm besteht in der Regel aus Stahl. Er ist aus einem Stück, oder aus zwei Hälften getrieben. Die Helmglocke läuft meist spitz zu und ist am oberen Ende mit einem runden oder zwiebelförmigen Abschlussstück ausgestattet. Die Helmglocke ist auf der Außenseite einem Turban ähnlich gearbeitet. Die Rillen der Turbanstruktur können nach außen- oder aber nach innen gerundet dargestellt sein. Oft ist eine verstellbare Visierschiene (Naseneisen) angebracht, die mit der Hilfe einer Flügelschraube bei Bedarf vor das Gesicht, oder hoch zum Helm geschoben werden kann. Manche Exemplare sind mit silbernen- oder goldenen Gravuren oder Einlegearbeiten (Intarsien) dekoriert. Am unteren Helmrand ist in der Regel ein Kettenpanzer angebracht, der bis auf die Schultern reicht und den Hals vor Schlägen schützen soll. Der untere Rand ist oft durch einen aufgenieteten zweiten Rand verstärkt. Diese Helme sind etwa 55 cm hoch und haben ein Gewicht von etwa 1,6 kg. Es gibt mehrere, unterschiedliche Versionen, die sich in Höhe und Dekoration unterscheiden.